# Escuela literaria salmantina del siglo XVI
En la segunda fase del Renacimiento en España, que tuvo lugar durante la segunda mitad del siglo XVI, la poesía en español se dividió en dos escuelas: la Salmantina (Fray Luis de León) y la Sevillana (Fernando de Herrera). Garcilaso de la Vega fue uno de los poetas más importantes de la época.
La Escuela Salmantina posee los siguientes rasgos distintivos: 
- Concisión y precisión en el lenguaje;
- Llaneza en la expresión;
- Realismo en el pensamiento;
- Preferencia por las estrofas breves, como la lira;
- La naturalidad y la sencillez.
- Cultivo de ambas rimas, la asonante y la consonante.

La Escuela Sevillana, por el contrario, es:
- Grandilocuente;
- Pule en extremo la forma;
- Su obra es más de meditación que de sentimiento, más de documentación que de observación de la naturaleza y de la vida;
- Prefiere la estrofa larga y la composición extensa.
- Usa abundantemente los adjetivos y el ornato retórico.

Influidos por la Contrarreforma católica y la Ascética y la Mística que se desarrollan durante esos años, los escritores de la Escuela salmantina poseen preferencia por los temas morales y en ellos se nota ya la tensión del Manierismo; por otra parte, el tema del amor, cuando aparece, se trata de una forma algo fría y desangelada, sin la pasión,  el nervio y la sensualidad de la Escuela sevillana.
Entre los autores de la escuela literaria salmantina del XVI, destacan al par que fray Luis de León, Francisco de Aldana, Francisco Sánchez de las Brozas (El Brocense), Alfonso Velázquez de Velasco, fray Basilio Ponce de León, fray Pedro Malón de Chaide, Francisco de la Torre, Francisco de Figueroa, Francisco de Medrano y Benito Arias Montano.